# منتخب السنغال لكرة القدم الشاطئية
منتخب السنغال لكرة القدم الشاطئية (بالفرنسية: Équipe du Sénégal de football de plage) ، هي منتخب وطني لكرة القدم الشاطئية في السنغال ، حققت السنغال بطولة أفريقيا لكرة القدم الشاطئية 3 مرات أعوام 2008 و2011 و2013 وحقق الوصافة مرتين عامي 2007 و2015.

## مصدر
1. ↑  http://www.fifa.com/beachsoccerworldcup/teams/team=1912382/squadlist.html نسخة محفوظة 28 سبتمبر 2013 على موقع واي باك مشين..

## وصلة خارجية
- FIFA.com profile